# Akihiro Nagashima
Akihiro Nagashima, född 9 april 1964 i Hyōgo prefektur, Japan, är en japansk tidigare fotbollsspelare.